# HERSTORY
『HERSTORY』（ハーストリー）は、浅香唯のミニ・アルバム。1988年12月1日にマイカルハミングバードよりリリースされた。

## 概要
タイトルの "HERSTORY" とは、英単語 "history" を捩った造語である（男性所有格の″his″を、女性所有格の″her″に置き換えたもの）。フェミニズム運動において用いられる用語でもある（en:Herstoryを参照）。タイトル通り、浅香自身のことを歌にした全6曲が収録され、デビューから本作発売当時（1988年）までの出来事が綴られている。
M-6「未来へつづく朝」は初の本人作詞作品で、この曲以外は麻生圭子が作詞を手掛けている。作曲ではTM NETWORKの木根尚登がこのアルバムに2曲提供しており、当時渡辺美里や森高千里の楽曲を手掛け、のちにSPEEDのプロデュースを行うこととなる伊秩弘将は2曲を提供している。「C-Girl」のアレンジャーである井上鑑がアルバム全曲の編曲を手掛けた。
2010年7月7日に、ワーナーミュージック・ジャパンから紙ジャケットCDとして再発売され、収録音源には2010年24ビット最新デジタルリマスタリングが施されている。

## 収録曲

### LP

#### SIDE A
1. 雨が雪に変わった夜に
Snow Winding Road -Midwinter 1988-
作詞: 麻生圭子 / 作曲: 木根尚登 / 編曲: 井上鑑
2. スターシップ
Star Ship Magic -Spring 1985-
作詞: 麻生圭子 / 作曲: 木根尚登 / 編曲: 井上鑑
3. 笑顔にためた涙
Cry For The Moon -Beginning of Summer 1986-
作詞: 麻生圭子 / 作曲: 伊秩弘将 / 編曲: 井上鑑

#### SIDE B
1. ホントならタイヘン
Break! -Early Spring 1987-
作詞: 麻生圭子 / 作曲: 伊秩弘将 / 編曲: 井上鑑
2. 右瞳（みぎめ）いっぱいの夏
Vitamin C -Midsummer 1988-
作詞: 麻生圭子 / 作曲: 宮手健雄 / 編曲: 井上鑑
3. 未来へつづく朝
Today Yesterday Tomorrow -Early Dawn 1989-
作詞: 浅香唯 / 作曲: 宮手健雄 / 編曲: 井上鑑

### CD
1. 雨が雪に変わった夜に
2. スターシップ
3. 笑顔にためた涙
4. ホントならタイヘン
5. 右瞳（みぎめ）いっぱいの夏
6. 未来へつづく朝

### 紙ジャケットCD盤
1. 雨が雪に変わった夜に
2. スターシップ
3. 笑顔にためた涙
4. ホントならタイヘン
5. 右瞳（みぎめ）いっぱいの夏
6. 未来へつづく朝

#### ボーナス・トラック
1. 雨が雪に変わった夜に（オリジナルカラオケ）
2. スターシップ（オリジナルカラオケ）
3. 笑顔にためた涙（オリジナルカラオケ）
4. ホントならタイヘン（オリジナルカラオケ）
5. 右瞳（みぎめ）いっぱいの夏（オリジナルカラオケ）
6. 未来へつづく朝（オリジナルカラオケ）

## 関連作品
- 浅香唯大全集 THE COMPLETE BOX
- 紙ジャケットCD-BOX
- 浅香唯 30周年記念コンプリートBOX